# El Molar (Catalogne)
Pour les articles homonymes, voir El Molar.

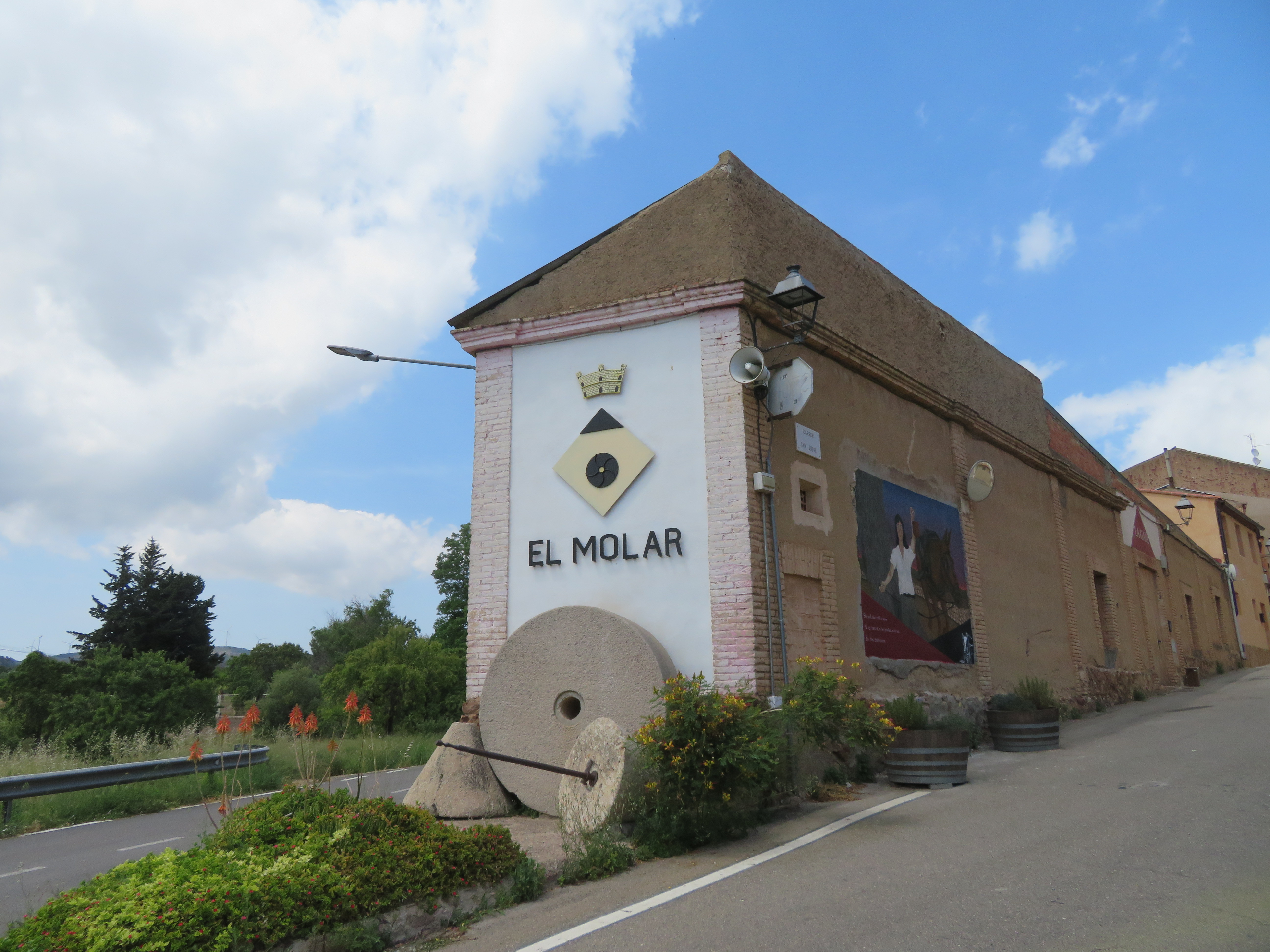
El Molar (Catalogne)

El Molar est une commune de la province de Tarragone, en Catalogne, en Espagne, de la comarque de Priorat.

### Liens externes

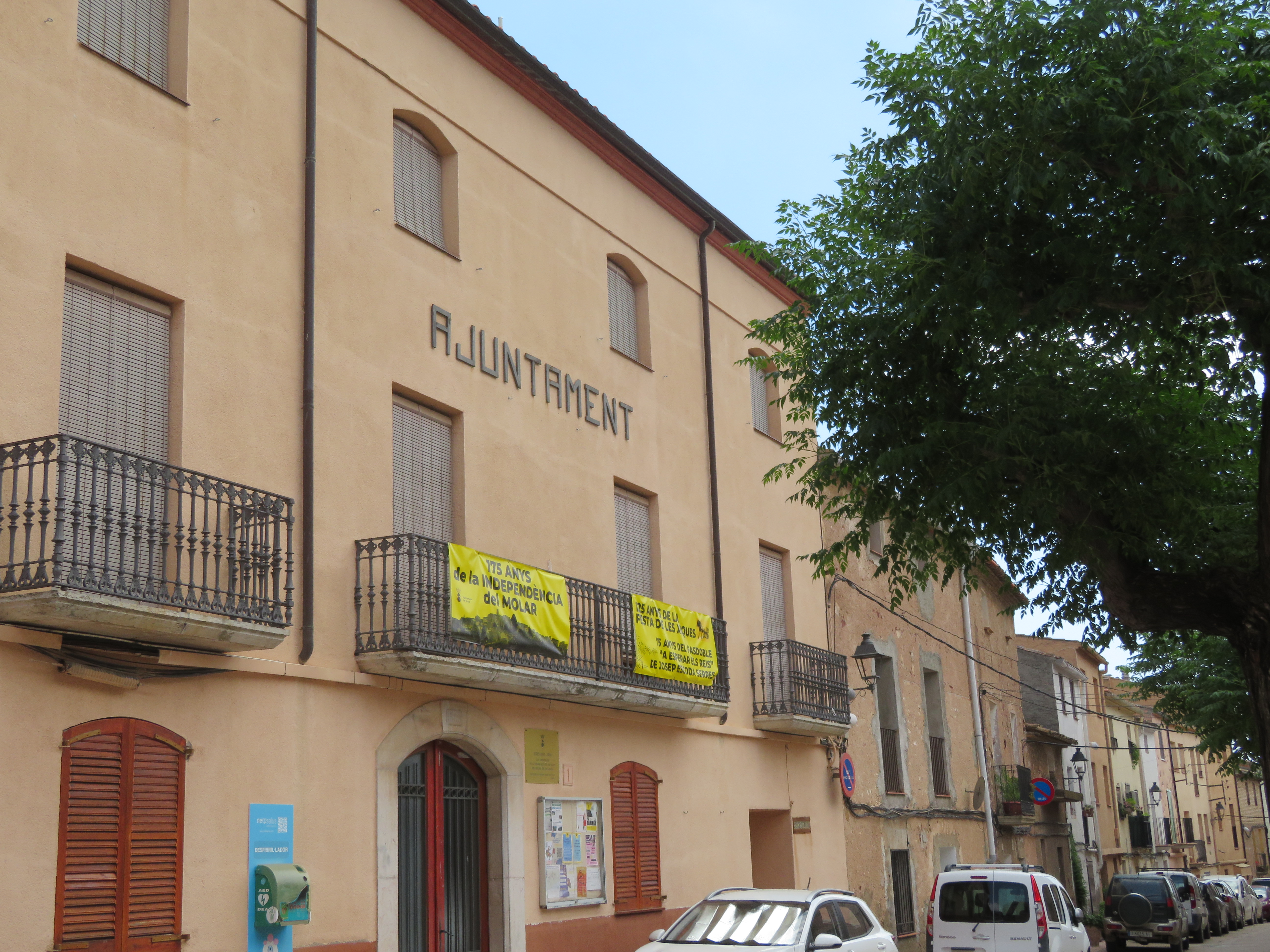
El Molar (Catalogne)